# Glossocratus formosanus
Glossocratus formosanus är en insektsart som beskrevs av Matsumura 1912. Glossocratus formosanus ingår i släktet Glossocratus och familjen dvärgstritar. Inga underarter finns listade i Catalogue of Life.